# 一宮市立図書館
一宮市立図書館（いちのみやしりつとしょかん）は、愛知県一宮市の公共図書館の総称。
1915年（大正4年）に一宮町立図書館として開館した。2005年（平成17年）に旧一宮市、尾西市、葉栗郡木曽川町の2市1町が合併して新一宮市が誕生してからは、中央図書館、尾西図書館、玉堂記念木曽川図書館、尾西児童図書館の4図書館に加え、子ども文化広場図書館（図書館類似施設）、移動図書館からなる。2015年（平成27年）に100周年を迎えた。

## 中央図書館

### 歴史

#### 高等女学校時代(1915-1931)

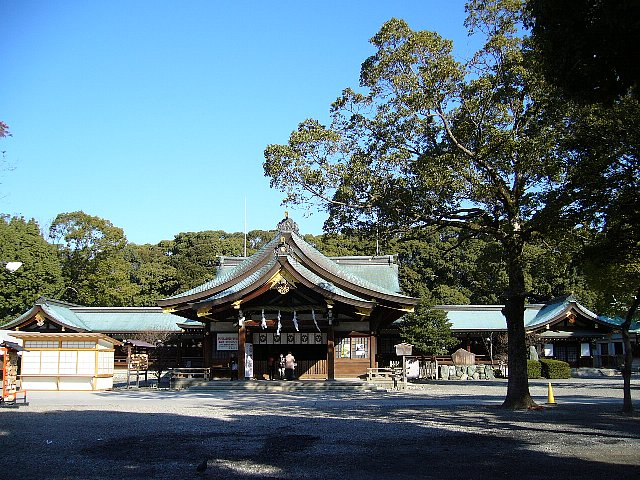
真清田神社

近世の一宮は真清田神社の門前町として栄えた町であり、「三八市」と呼ばれる門前市では綿織物や絹織物などの繊維製品が取引された。1915年（大正4年）には日本各地で大正天皇御大典記念事業が企画された。愛知県中島郡一宮町の一宮町会は記念事業として一宮町立図書館を設置することを決定し、図書館設備費1,000円の支出を議決。12月24日には館則が制定され、その後松井茂愛知県知事に対して設立申請書を提出して認可を受けた。この頃の資料を欠いているため、実際の開館日は定かでないが、今日の一宮市立図書館は館則が成立した12月24日を創立記念日としている。
| 一宮高等女学校時代の規則 | 一宮高等女学校時代の規則                    |
| ------------------------ | ------------------------------------------- |
| 開館時間                 | 04月01日-07月20日 : 16時-21時（一学期）     |
| 開館時間                 | 07月21日-08月31日 : 08時-16時（夏季休暇中） |
| 開館時間                 | 09月01日-12月24日 : 16時-21時（二学期）     |
| 開館時間                 | 12月25日-01月07日 : 09時-16時（冬期休暇中） |
| 開館時間                 | 01月08日-03月31日 : 16時-21時（三学期）     |
| 閲覧冊数                 | 3部15冊以内                                 |
| 閲覧費                   | 館内閲覧 : 1回2銭                           |
| 閲覧費                   | 館外貸出 : 1回3銭                           |

同年に開館したばかりの一宮高等女学校（現・愛知県立一宮高校）仮校舎を間借りし、「書棚二つに充つる程度」の貧弱な施設だった上に、利用者は高等女学校の職員（教員）に限定され、開館時間は高等女学校のカレンダーを強く反映していた。
一宮町立図書館と同じ1915年には名古屋市に複数の簡易図書館が開館しており、愛知県下では武豊町立図書館（知多郡武豊町）と刈谷町立刈谷図書館（碧海郡刈谷町）などが開館している。尾張地方では中島郡の祖父江町や明治村などに小規模な記念図書館が設置された。なお、御大典記念事業の一環としては一宮町内の全4小学校に児童文庫が設置されており、今日の学校図書館の源流となっている。
1916年（大正5年）から1924年（大正13年）までは年間1,100円前後、1925年（大正14年）から1930年（昭和5年）までは年間500円前後の予算が計上され、年によって30円から510円程度が図書購入費に充てられた。1919年（大正8年）には富本時次郎ら編著の『帝国地名大辞典』の寄贈を受けた。1921年（大正10年）9月1日には一宮町が市制施行して一宮市となり、図書館は市立一宮図書館に改称した。

#### 市役所付属建物時代(1931-1944)

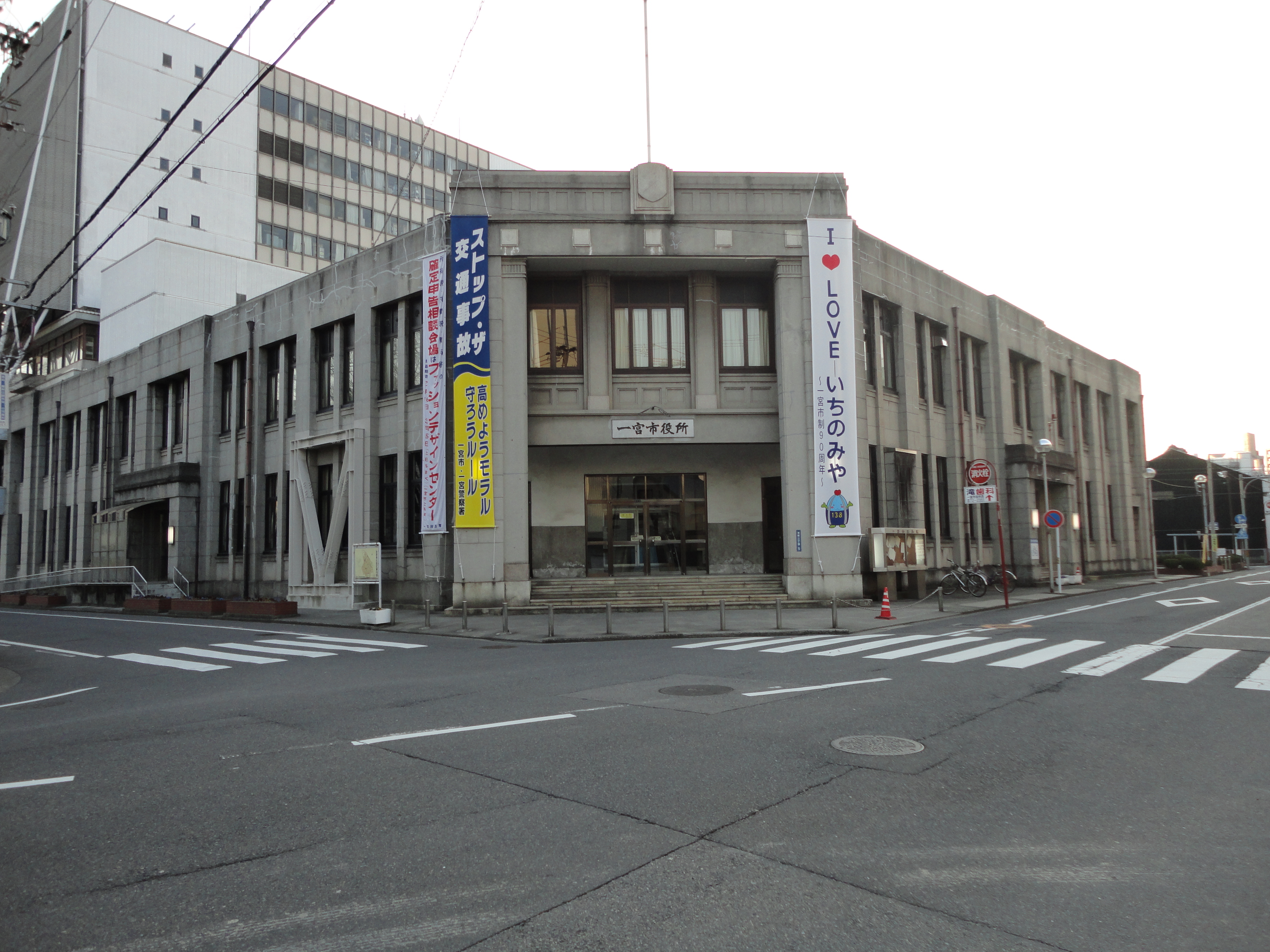
同一敷地内に図書館があった一宮市役所

1886年（明治19年）には官設鉄道の駅として一ノ宮駅（現・尾張一宮駅）が開業し、1900年（明治33年）には尾西鉄道の駅として一ノ宮駅（現・名鉄一宮駅）が開業した。1928年（昭和3年）には名古屋鉄道の線路が一宮市と名古屋市を結び、1935年（昭和10年）には名鉄の線路が一宮市と岐阜市を結んだ。官設鉄道の路線と合わせて、一宮市は尾張地方の交通の中心となり、1940年（昭和15年）の人口は70,792人となっている。
1931年（昭和6年）8月15日には一宮市役所が人形町の新庁舎に移転し、図書館は一宮高等女学校内から市庁舎附属建物の一部に移転した。この時に新築された一宮市役所は「東海随一」と称された市庁舎である。図書館の間口は3間（約5.5m）、奥行は12-13間（約22-24m）であり、閲覧室、児童室、事務室の3部屋に区切られていた。移転を機に、8月12日には市立一宮図書館から一宮市立図書館に改称している。一宮市役所第三課長（学務担当）の柴田暢が館長に就任、移転時の蔵書数は2,614冊だった。司書1人を含む5人が館長を支えたが、薄給だったために頻繁に転退職があった。移転後にはしばしば著名人の講演会を開催し、また第八高等学校（現・名古屋大学）教授である上田年夫を講師として万葉集の講座を開催した。
移転した1931年の閲覧人数は1日平均大人49.6人、児童101.1人だったが、1940年には1日平均大人90.7人、児童99.5人に増加した。大人の閲覧者は新聞や雑誌を閲覧する場合がほとんどであり、その他には小説が読まれる程度だった。入館者の大半は中等学校の生徒、その他には市役所職員も多く、昼時には建物に近い駄菓子屋が繁盛したという。後に一宮市長となる伊藤一は、当時の一宮市立図書館に対して「読みたい本が全然ない貧弱さに呆れて、再び館を訪れることがなかった」と語っている。1934年（昭和9年）には市民からブリタニカ百科事典が寄贈されたが、当時はブリタニカ百科事典を所蔵する公共図書館は珍しかったという。1937年（昭和12年）以降には真清田神社の楼門前西寄りの市有地に移転する計画が立てられたが、この場所は商売上の好立地であるために用地買収が難航し、結局は太平洋戦争の影響で立ち消えとなっている。
太平洋戦争勃発後には予算が削減される図書館が多かったが、一宮市立図書館は比較的厚遇された。1939年（昭和14年）の予算は約2,500円だったものの、1943年（昭和18年）の予算は5,883円、1944年（昭和19年）の予算は7,054円と、物価上昇に合わせて増額された。蔵書数は1936年（昭和11年）に6,896冊、1943年には1万冊を突破して12,537冊となった。1942年（昭和17年）には柴田館長が市役所第三課から転任したため、医学博士でもあった一宮市長の吉田萬次が兼任館長に就任した。

#### 放浪期(1944-1952)

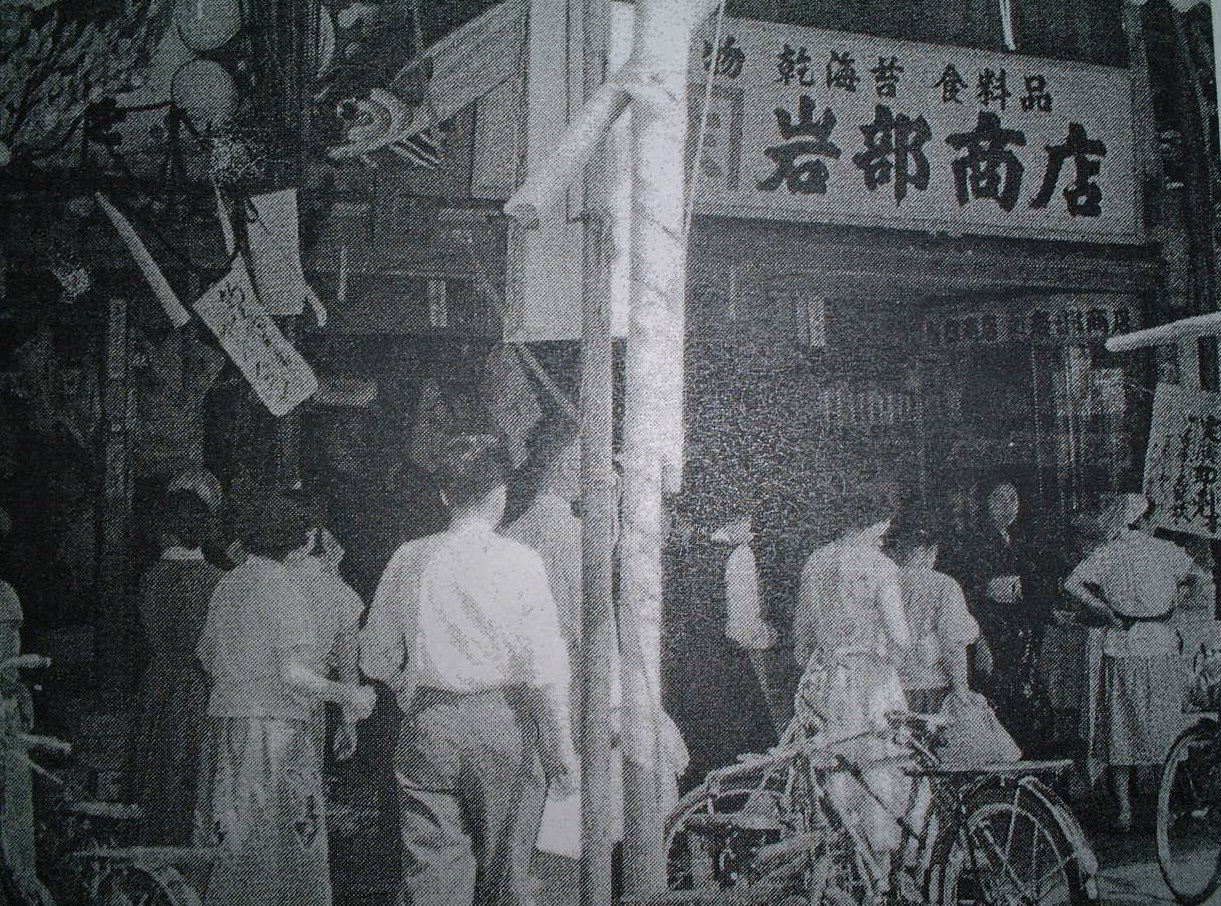
1950年の本町

一宮市は1945年（昭和20年）に2度にわたる一宮空襲を受け、図書館付近も壊滅的な被害を受けた。商工会議所、借家、熊沢女学校、一宮市立大志小学校、熊沢保育園と、太平洋戦争末期からの8年間は仮館を転々としている。
1944年3月1日、一宮市立図書館は公園通2丁目11番地にある一宮商工会議所に移転し、1階の3部屋を間借りして図書館業務を再開した。この建物は名鉄一宮線（1965年に廃線）東一宮駅の南側にあり、木造スレート葺の洋風建築だった。大志小学校、愛知県立一宮中学校、愛知県立一宮商業学校などに近く、1944年の1日平均閲覧者は57.9人、その内訳は学生44.6%などだった。
しかし、1945年2月6日には一宮商工会議所が中部第4145部隊一宮分遣隊に貸与されることとなったため、2月11日には道路を挟んで向かい側の公園通2丁目8番地にあった伊藤宗祐宅（個人宅）に移転した。賃貸料は1か月55円、1階を書庫や事務室、2階を閲覧室として使用した。本土空襲が激化すると図書疎開が行われ、浅野国民学校に5,000冊、西成国民学校に3,700冊、瀬部国民学校に850冊、赤見国民学校に690冊が運ばれた。利用度の高い大衆文学・産業・工業・軍事などの書籍は伊藤宅の仮館に残されたが、1945年7月28日から29日にかけての空襲で一宮市街地は焼け野原となり、疎開しなかった書籍はすべて焼失した。図書台帳などの重要書類は地下1mの簡易地下室に運び込まれており、焼失を免れている。なお、瀬部国民学校に疎開した書籍の一部も焼失している。
1945年11月15日には川田町4丁目11番地にある私立一宮実科高等女学校（通称熊沢女学校、現在の大志保育園の場所）の2階を仮館として図書館業務を再開した。一宮市の南東部という立地ながら、1日平均約50人の閲覧者があった。戦後には一宮市当局の命により、軍事や日本精神をうたった本など301冊を焼却処分（焚書）している。1946年（昭和21年）8月以降には連合国軍最高司令官総司令部(GHQ)の命により国家主義的図書が没収された。戦争で焼失した書籍は計4,876冊であり、最終的に戦中戦後の混乱期に失った書籍は約8,000冊に達した。1946年の一宮市は昭和天皇による戦災慰問を受けた。
1947年（昭和22年）4月には熊沢女学校から一宮市立大志小学校に移転した。大志小学校は一宮市の5小学校のうち唯一戦争時に焼失を免れた小学校である。正面玄関北隣の2教室を用い、1教室を書庫と事務室として、もう1教室を閲覧室としたが、小学校の児童や職員以外の来館者は少なかった。1947年9月1日には名古屋市内で小学校長を務めていた田中新男が司書に嘱託された。田中は初代専任館長とされている。
1948年（昭和23年）9月末頃には大志小学校から川田町の熊沢保育園に移転した。1949年（昭和24年）から1952年（昭和27年）にかけて、一宮市立図書館は「ショパン鑑賞会」、「ゲーテ講演会」、「バッハ音楽会」、「現代詩研究講座」、「文化財講演会」、「正岡子規展示会・講演会」などを主催している。1950年（昭和25年）に図書館法が制定されると、一宮市立図書館では図書の閲覧料金制度を撤廃し、館外貸出に対する補償金制度も撤廃した。なお、これ以後も延滞した場合には延滞料として1日5円を徴収している。

#### 大宮町時代(1952-1966)
| 一宮市立図書館の蔵書数 | 一宮市立図書館の蔵書数 | 一宮市立図書館の蔵書数 | 一宮市立図書館の蔵書数 | 一宮市立図書館の蔵書数 |
| ---------------------- | ---------------------- | ---------------------- | ---------------------- | ---------------------- |
| 年                     |                        |                        |                        | 点                     |
| 1948                   | 1948                   |                        | 7,181                  | 7,181                  |
| 1958                   | 1958                   |                        | 28,399                 | 28,399                 |
| 1968                   | 1968                   |                        | 67,710                 | 67,710                 |
| 1980                   | 1980                   |                        | 176,305                | 176,305                |
| 1989                   | 1989                   |                        | 274,866                | 274,866                |
| 2001                   | 2001                   |                        | 414,136                | 414,136                |
| 2010                   | 2010                   |                        | 877,908                | 877,908                |
| 2013                   | 2013                   |                        | 1,042,946              | 1,042,946              |

1950年の朝鮮戦争は戦争特需をもたらし、一宮市を中心とする尾張地方の繊維業界はガチャ万景気と呼ばれる目覚ましい成長を遂げた。1950年に愛知県で開催された第5回国民体育大会に合わせて、体操競技の会場となった一宮市は大宮町にあった飛行機格納庫を購入して一宮市体育館に転用した。1952年5月8日にはこの体育館に併設された建物に図書館が移転。当初は1階のみを使用していたが、後には教育委員会が使用していた2階も閲覧室となった。
1953年頃には21時までの開館時間が好評だったが、1956年には18時までに短縮された。当時は氏名や職業などを書いた入館券を提出する必要があり、1953年の属性別入館者は多い順に学生、団体、実業、公務員、家庭婦人、児童、教員宗教家だった。学生は一宮商業高校の生徒が多かったという。1948年度の蔵書数は7,181冊だったが、1952年度の蔵書数は12,335冊、1958年度は28,399冊と、着実に蔵書を増やしていった。1955年（昭和30年）の一宮市は近隣8町村を合併して人口15万人の都市となり、1960年（昭和35年）頃には一宮税務署の徴税高が鳥取県全体を超えるまでに至っている。
| 一宮市立図書館の貸出数 | 一宮市立図書館の貸出数 | 一宮市立図書館の貸出数 | 一宮市立図書館の貸出数 | 一宮市立図書館の貸出数 |
| ---------------------- | ---------------------- | ---------------------- | ---------------------- | ---------------------- |
| 年                     |                        |                        |                        | 点                     |
| 1948                   | 1948                   |                        | 不明                   | 不明                   |
| 1958                   | 1958                   |                        | 28,619                 | 28,619                 |
| 1968                   | 1968                   |                        | 95,770                 | 95,770                 |
| 1980                   | 1980                   |                        | 358,735                | 358,735                |
| 1989                   | 1989                   |                        | 654,685                | 654,685                |
| 2001                   | 2001                   |                        | 956,414                | 956,414                |
| 2010                   | 2010                   |                        | 2,285,467              | 2,285,467              |
| 2013                   | 2013                   |                        | 3,092,490              | 3,092,490              |

1956年には本町通5丁目にあった森春濤（一宮出身の詩人）の詩碑を本館正面東側に移し、移設記念遺墨展と講演会が開催された。1956年には田中新男が専任館長に就任し、同年中には田中の後を継いで一宮市教育委員会社会教育課長の平松稔が課長と館長を兼任した。平松は同年に図書館法の精神に則った一宮市立図書館設置条例を制定している。
1957年には平松の後任として、小中学校長を務めた入山仙一が専任館長となり、入山は時代の趨勢に沿って開架室や児童室を設置している。まず1961年8月1日には小部屋を改装して児童閲覧室とし、1961年11月1日には蔵書のうち4,000冊が開架式となった。愛知県内では1952年に豊橋市図書館が全館開架に踏み切っているが、1954年には部分開架に見直していた。天井に扇風機が回る児童閲覧室は子どもに喜ばれ、特に図書館に近い一宮市立宮西小学校の児童が利用した。

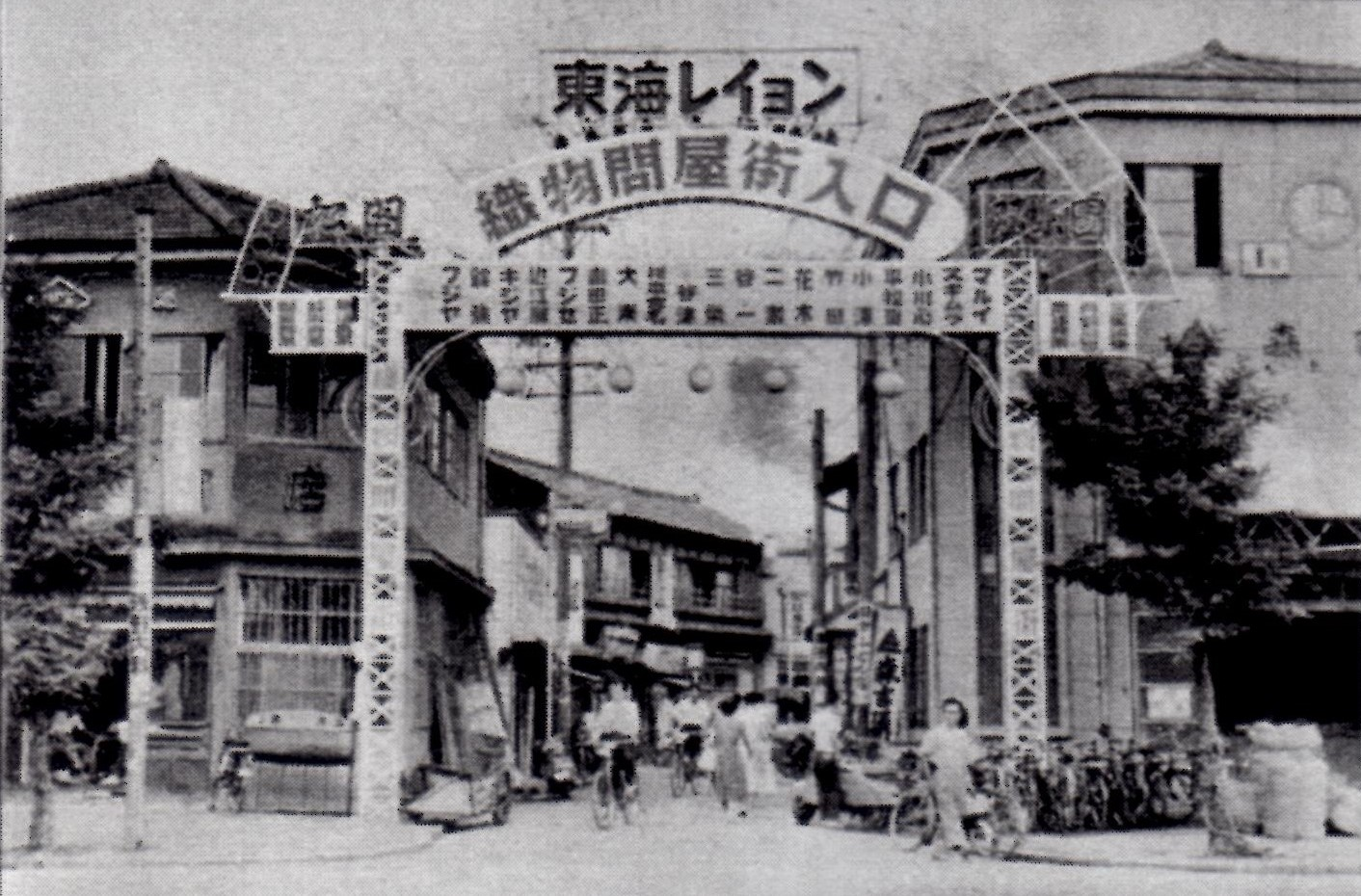
賑わいを見せる一宮の織物問屋街（1960年）

1957年には団体貸出制度が設けられ、開始当時には800冊が、1965年頃には3,000冊が団体貸出に割り当てられていた。トランク型書箱を用いて大量の図書を貸し出せる制度であり、青年団・婦人会・職場のグループなどが利用した。1964年5月22日には『愛知県史』や『一宮市史』を編纂した森徳一郎から蔵書の寄贈を受けており、森から寄贈された書籍は今日の郷土資料の中核をなしている。1964年には愛知県立一宮商業高校教諭や一宮市立中学校長などを務めた長谷川正が専任館長に就任。1952年に182万2845円だった図書館費は、1965年には805万円となった。
大宮町時代の建物は戦前に飛行機格納庫として使用されていた建物であり、通風や採光などに問題があった。閲覧室は夏季が蒸し風呂、冬季が冷蔵庫の様相を呈し、庇がないため大雨が降ると館内に雨水が浸入した。体育館に隣接しているため、体育館で行事があるたびに騒がしく、また近隣の真清田神社を訪れる参拝客も騒音源となった。高校生が閲覧室で異性と愛を育む場として利用することがあったため、1964年には閲覧室が男女別席となり、この変更に対して時代にそぐわないとする投書もみられた。

#### 豊島図書館(1966-2013)

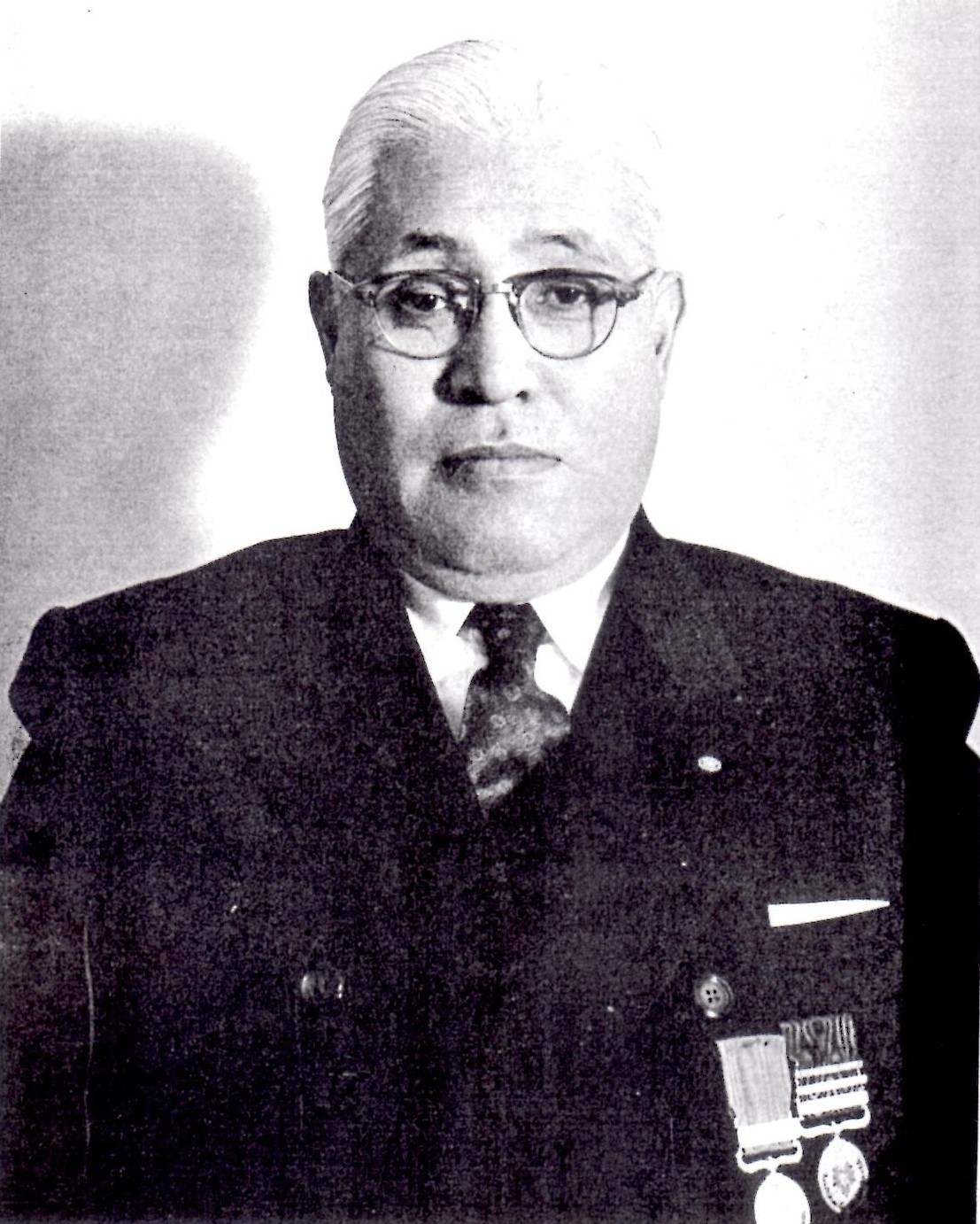
館名の由来となった四代目豊島半七

図書館創立50周年記念事業として新館の建設が計画された。1965年（昭和40年）5月29日に本町通8丁目に新館が起工され、1966年（昭和41年）3月28日に竣工。4月6日に一宮市立豊島図書館が開館した。利用者中心の設計が評価され、開館後には近隣自治体から視察が相次いだ。1970年（昭和45年）には同じ敷地の南側に一宮市児童文化センターが開館し、1980年（昭和55年）には児童文化センターが豊島図書館別館と改変された。なお、大宮町時代の建物北側の一宮市体育館は老朽化によって取り壊され、その跡地には1978年（昭和53年）に一宮スポーツ文化センターが竣工している。1989年度のコンピュータ導入後の10年間で貸出者数は倍増し、1998年度には218,851人となった。
1999年時点では、約39万冊の蔵書のうち開架は約10万冊に過ぎず、残りの約29万冊は4階建の閉架書庫にしまわれていた。館内にはエレベーターが設置されていないため、車いすの利用者が2階の一般書フロアに行く際には職員が抱え上げる必要があった。近隣の江南市立図書館（江南市）や岩倉市図書館（岩倉市）は一宮市民への広域利用を認めていたが、一宮市はこれらの自治体より規模が大きいにもかかわらず、体制不足から広域利用を行えなかった。
2005年（平成17年）には旧一宮市・尾西市・木曽川町の2市1町が合併して新一宮市が誕生し、人口は合併前の約28万人から約37万人となった。同時に隣接する稲沢市が平和町と祖父江町を編入合併しており、広域貸出を新稲沢市にも拡大している。2005年にはJR東海道線尾張一宮駅・名鉄名古屋本線名鉄一宮駅に直結する尾張一宮駅前ビル(i-ビル)の建設構想が提案された。2007年（平成19年）3月、一宮市は尾張一宮駅ビルへの移転を視野に入れた新図書館の基本計画を策定。この場所は駅前の一等地であり、騒音も心配される場所に公共施設を設置することには賛否両論があった。2010年（平成18年）12月の一宮市長選挙時にはすでに市議会の承認を受けて建設が決定していたが、尾張一宮駅前ビル建設の行方が最大の争点となった。新人の高橋一は建設見直しを、現職の谷一夫は建設推進を掲げ、谷が4選を果たした。

#### 中央図書館(2013-)

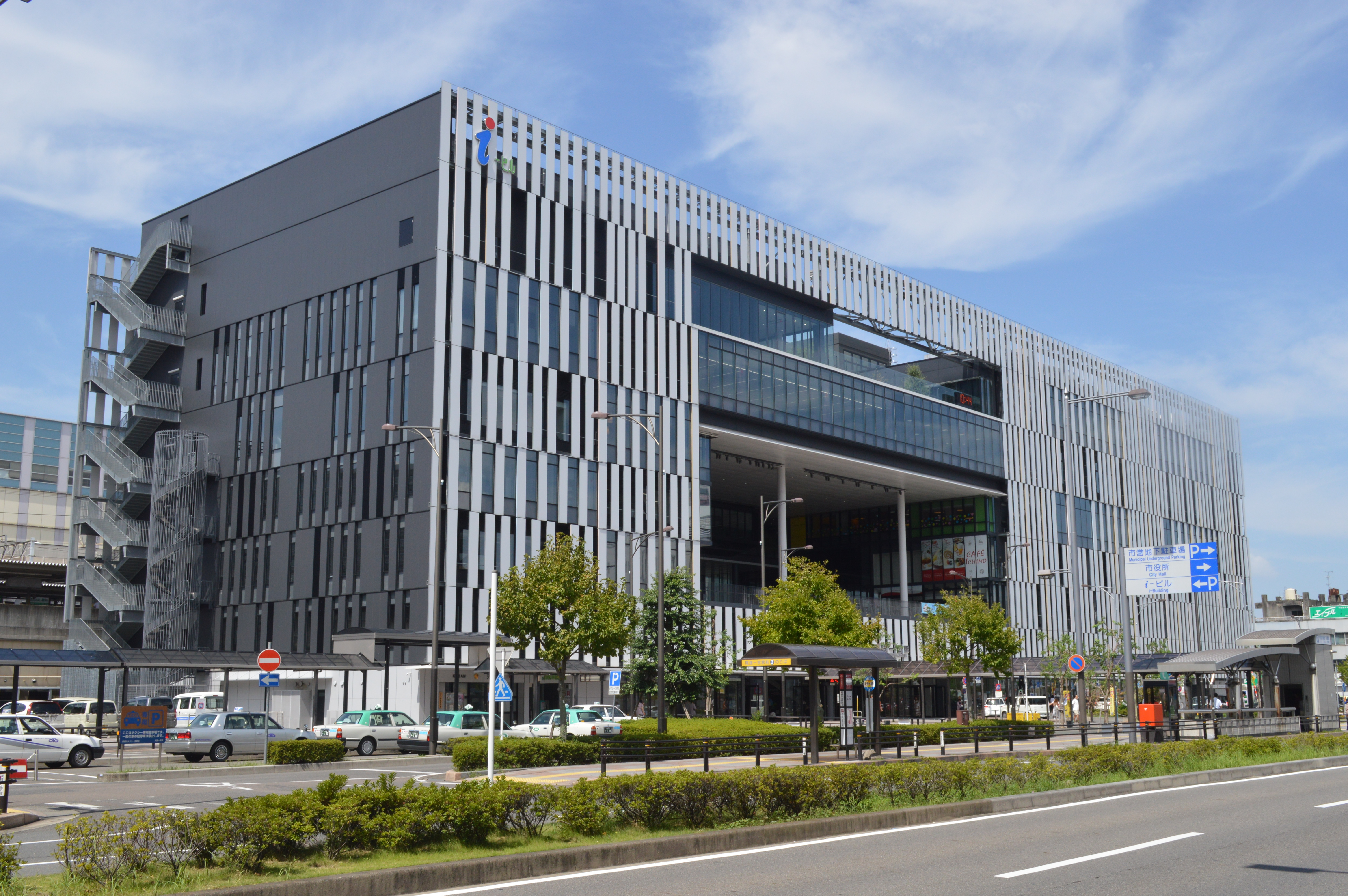
中央図書館本館が所在する尾張一宮駅前ビル

新館開館前の2008年（平成20年）には広域貸出を拡大し、愛知県江南市、岩倉市、北名古屋市、西春日井郡春日町、岐阜県羽島市、各務原市、羽島郡岐南町、羽島郡笠松町の住民も貸出可能となった。2012年（平成24年）10月1日には図書館流通センター(TRC)が中央図書館の運営業務の委託者（3年6か月）となり、同日には貸出カード作成時の居住地制限が撤廃された。2012年度時点では280種類の雑誌を5館向けにのべ550誌購入しており、年間の雑誌購入費は約600万円に上っていた。翌年1月の本館移転に先立って、2012年12月から雑誌スポンサー企業の募集を開始した。
2013年（平成25年）1月10日には尾張一宮駅前ビル内に一宮市立中央図書館が開館した。尾張一宮駅前ビルの事業費は69億9100万円であり、うち47億9500万円を合併特例債でまかなっている。鉄道駅と一体になったビルに大規模な公立図書館が入居することは全国的に見て珍しいという。3月末時点ののべ入館者数は30万人を超え、1日あたりの入館者数は想定を超える3,660人だった。図書貸出冊数は開館から3か月で約39万点に達し、年間約63万点だった旧館時代から飛躍的に増加した。
名鉄一宮駅に併設されている名鉄百貨店は、尾張一宮駅ビルの開館によって来店客数が10%増加し、特に30代-40代の子ども連れ客が増えているという。駅ビル1階の商業施設アスティー一宮は、開館1年時点で新店舗9店の売り上げが目標額を10%上回っており、既存の14店でも来店客数が10%増えているという。2015年12月24日には一宮町立図書館の館則が成立してから100年の節目を迎え、その前の12月12日には小説家の志茂田景樹を講師に招いて記念式典が行われた。2016年4月には新たに大成株式会社が尾張一宮駅前ビルの指定管理者（5年間）となった。

### 特色

#### 豊島図書館時代

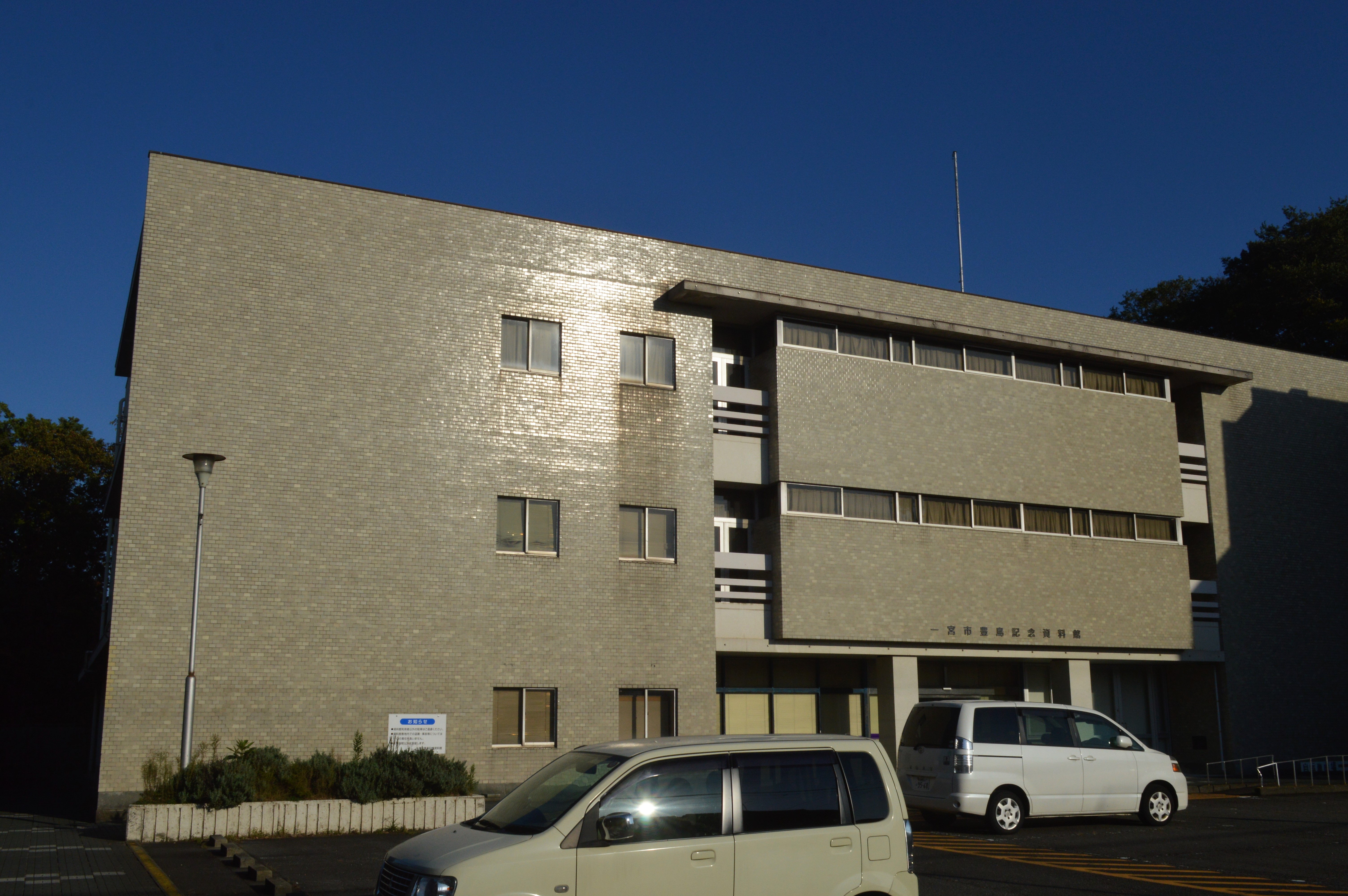
豊島記念資料館として使用されている旧豊島図書館

豊島図書館の構造は鉄筋コンクリート造3階建一部4階建、延床面積は2,320m2であり、1階は事務室、2階は一般閲覧室・目録室・開架式閲覧室・整理複写室、3階は高校生閲覧室・研究室に充てられた。開館当初の蔵書数は約54,000冊であり、うち開架は約6,900冊だった。
特色としては、開架式閲覧室があること、個人研究室4室があること（後に消滅）、閲覧室が一般と高校生に分けそれぞれ男女別であること、手荷物を入れるロッカーがあること、書庫の一部が電動式であることなどが挙げられる。児童室を設けていないことも特徴であり、児童向けの図書は学校図書館に委ねていた。当時としては最先端の設備だった監視カメラが、4つの閲覧室それぞれに設置された。

#### 中央図書館時代

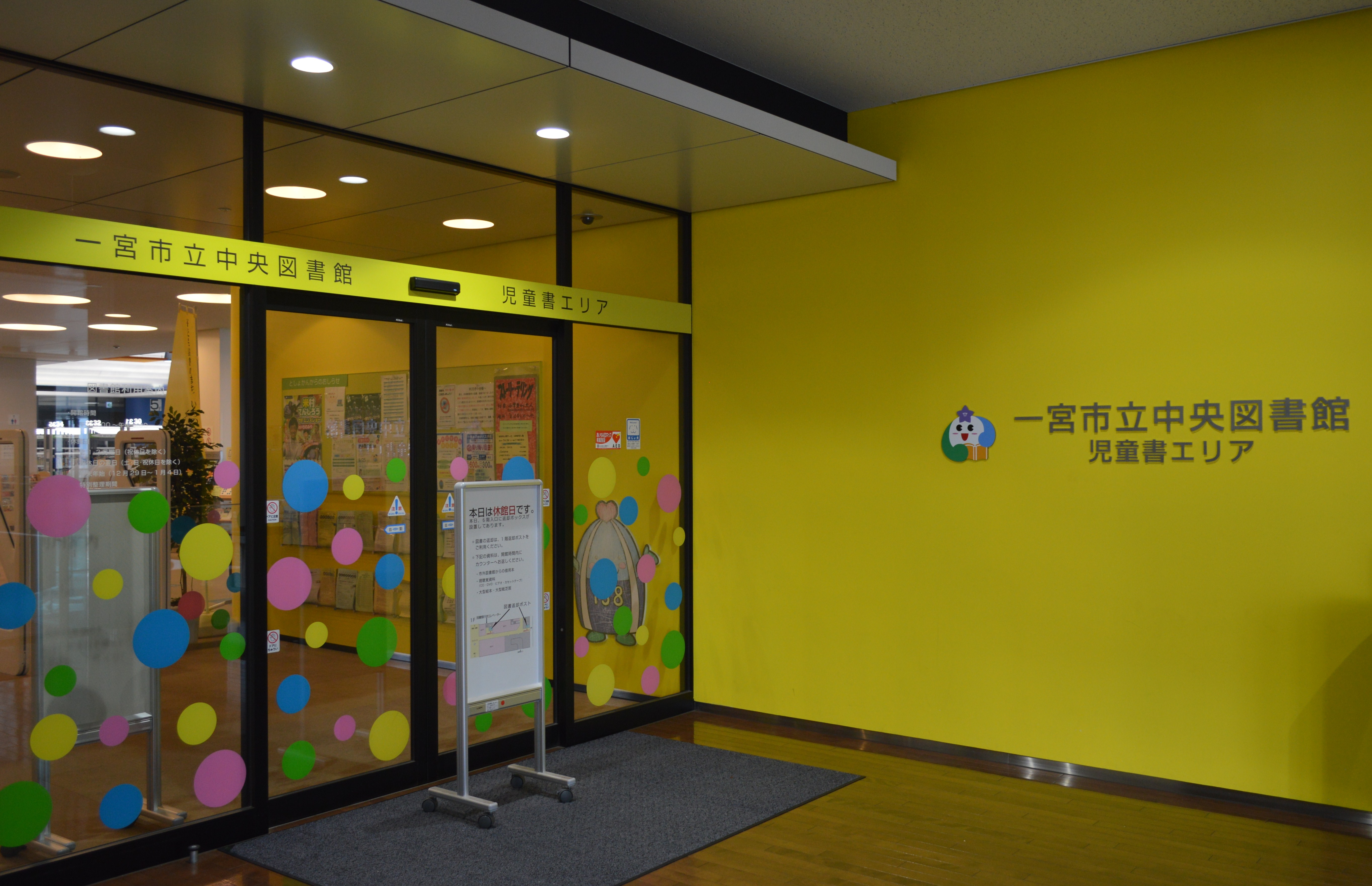
5階の児童書フロア入口

街の一等地にあるランドマークビルの中核施設が公立図書館であるのは全国的に見て珍しいとされる。尾張一宮駅前ビルの5階から7階部分が図書館に充てられている。図書館部分の延床面積は6,701.67m2であり、豊島図書館時代の約3倍となった。5階は児童フロアであり、豊島図書館の児童向けコーナー約7,000冊を大幅に上回る、約47,000冊の絵本・児童書・紙芝居などが置かれている。フカフカの絨毯を敷いた「おはなしのへや」や子ども向け学習室なども設置されており、おはなし会などが開催されている。開館時間は9時から21時までであり、旧館時代よりも4時間長い。年間の開館日数は旧館時代よりも約40日間多い約320日となった。
メインフロアである6階は文芸書が中心であり、新聞・雑誌コーナー、学習室、ブラウジングコーナーなどが設置されている。詩人の佐藤一英、郷土史家の森徳一郎、経済学者の山田盛太郎など、一宮に縁のある著名人の著作を集めた「郷土人コーナー」が設置されている。7階は参考業務を想定したフロアであり、郷土資料、繊維関連資料、経営や起業に関連する図書2,000冊が常設されているビジネス支援コーナーなどが設置されている。旧館時代は閉架書庫にしまわれていた繊維関係の貴重書が一般開架室で自由に閲覧できるようになった。インターネットブースやパソコンの持ち込み可能な部屋が充実しており、新たにレファレンス専用カウンターが設けられた。公共図書館としては珍しく、屋上には自動化書庫が設置されている。
開館時には尾西信用金庫の創立60周年記念事業として、高さ2.3メートルのブロンズ像「そよ風」の寄贈を受けた。一宮市在住の彫刻家である桜井真理が2011年に日展に出品した作品であり、6階の一般フロア入口前に置かれている。館内には2室の対面朗読室が設置されており、1989年に活動を開始した朗読グループ「ききょう」のボランティアが週5日体制で常駐している。

## 分館

### 尾西図書館
| フロア案内 | 1階 : 開架室、レファレンス室、おはなし室、書庫・車庫など |
| フロア案内 | 2階 : 視聴覚室、会議室、学習室、閉架書庫、ギャラリーなど |
| フロア案内 | 3階 : 機械室                                             |

#### 歴史
1955年1月1日に愛知県中島郡起町と中島郡朝日村が合併して尾西市が誕生し、尾西市は同年4月1日に中島郡今伊勢村開明地区を編入した。1956年（昭和31年）4月には旧起町役場の一角に尾西市立図書館が開館し、一般貸出を開始した。1962年（昭和37年）12月には尾西市文化会館（現・生涯学習センター西館）の3階に移転し、1971年4月には1階に移転。本格的な館外貸出を開始したのはこの時である。
1981年10月24日に尾西市立図書館の新館（現行館）が開館した。前年の1980年には尾西市児童図書館が建設されており、1983年4月には尾西市立図書館の分館として位置づけられた。2005年には尾西市と旧一宮市と木曽川町が合併して新一宮市が発足したため、尾西市立図書館は一宮市立尾西図書館に改称した。

### 玉堂記念木曽川図書館
| フロア案内 | 1階 : 一般開架室、児童開架室、新聞・雑誌コーナー、AVコーナーなど |
| フロア案内 | 2階 : レファレンス室、視聴覚室、生涯学習室など                   |
| フロア案内 | 3階 : 玉堂記念展示室、展示室、ギャラリーなど                     |

#### 歴史

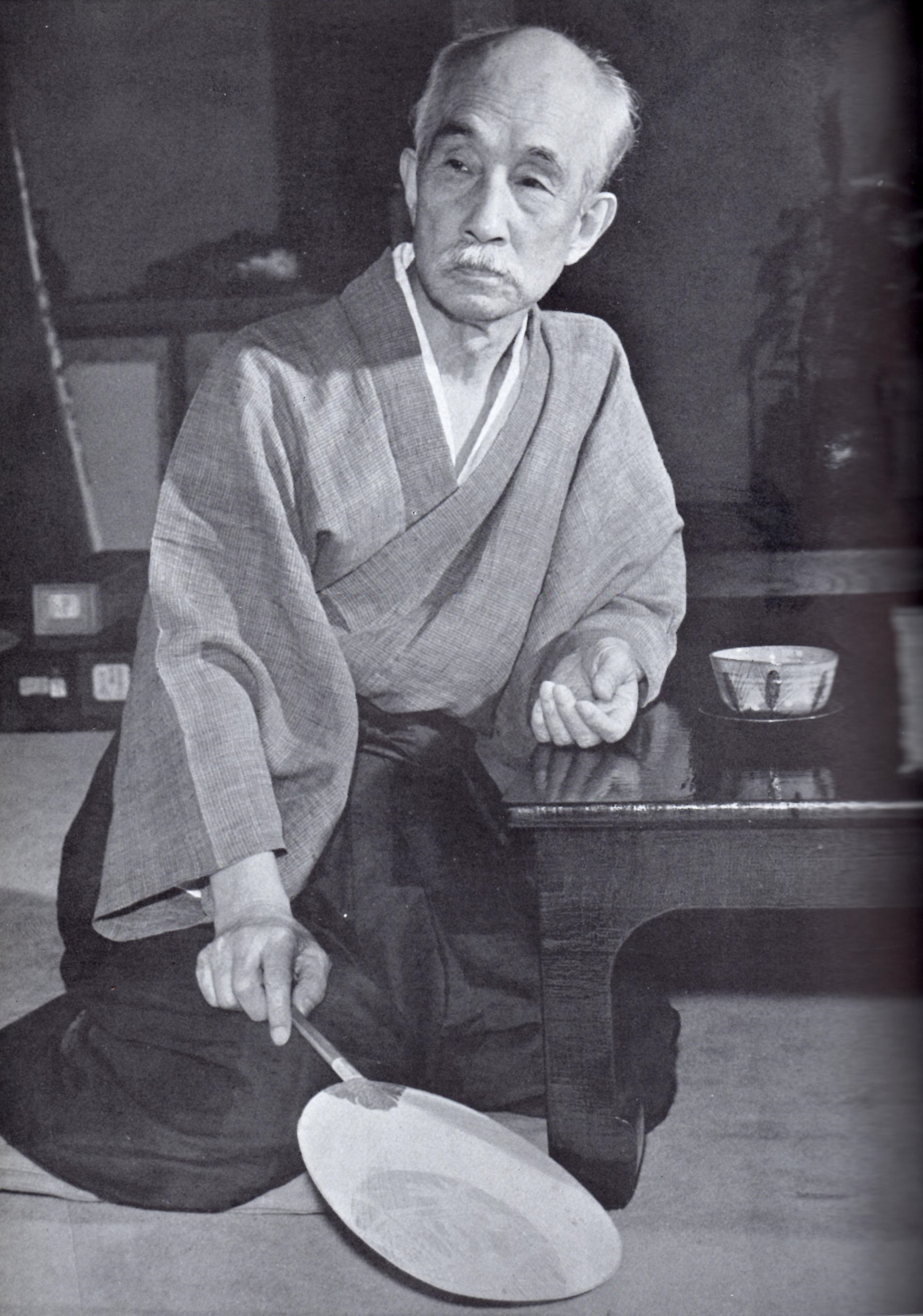
日本画家の川合玉堂

葉栗郡木曽川町は2005年まで愛知県の北西端にあった自治体である。木曽川町には蔵書数約2万冊の木曽川町中央公民館図書室があった。木曽川町は1996年（平成18年）に葉栗郡外割田村（後の木曽川町）出身の日本画家・川合玉堂の生家跡地を取得。2001年4月に鉄筋コンクリート3階建の木曽川町立図書館が開館した。
開館時から木曽川町・一宮市・尾西市の2市1町の在住者に対する広域貸出を行っている。2002年4月には2市1町に稲沢市・祖父江町・平和町を加えた3市3町に対して広域貸出を拡大した。2004年には東京都青梅市の玉堂美術館からの承諾を受けて、木曽川町立図書館から玉堂記念木曽川図書館に改称した。2005年には木曽川町と旧一宮市と尾西市が合併して新一宮市が発足したため、玉堂記念木曽川図書館は一宮市立玉堂記念木曽川図書館に改称した。

### 尾西児童図書館

#### 歴史
市川房枝の姉である市川たまの遺族は、1977年4月に児童図書館建設費用として5000万円を尾西市に寄付。尾西市は1979年6月に児童図書館の建設工事を開始し、同年12月に竣工、1980年4月に尾西市児童図書館が開館した。総工費は9675万7000円。鉄筋2階建であり、1階は南部児童館（現・朝日東児童館）、2階が児童図書館である。尾西市時代の住所は愛知県尾西市明地字上平33番地1。
1982年1月に館外貸出を開始。開館当初は尾西市社会福祉事務所の管轄だったが、1983年4月には尾西市教育委員会に移管され、尾西市立図書館の分館となった。1986年10月には尾西市立図書館とコンピュータで結ばれ、貸出点数が3点から5点に拡大されている。1990年7月には貸出点数が5点から10点に拡大されている。
1999年末時点の蔵書数は33,366冊であり、うち22,746冊が児童書。児童書が中心ではあるが、一般書・郷土資料やCDも所蔵している。2005年には尾西市と旧一宮市と木曽川町が合併して新一宮市が発足したため、尾西市児童図書館は一宮市立尾西児童図書館に改称された。徒歩圏内には一宮市立朝日東小学校がある。最寄駅は名鉄尾西線玉野駅であり、バスでは名鉄バス西中野線「朝日東小学校前」で下車する。
2021年3月31日で閉館した。

### 子ども文化広場図書館
豊島図書館の駐車場不足や書架不足が深刻になったため、利用者を高校生以下に限定した子ども図書館を建設する構想が持ち上がり、2003年には富士地区の市有地に子ども文化広場図書館が開館。近くには一宮市民会館が存在する。開館当時は財団法人一宮地域文化広場管理公社が運営を担っていたが、2009年には指定管理者制度が導入され、図書館事務局に移管された。2012年には子ども読書活動優秀実践図書館として文部科学大臣表彰を受けている。

## 移動図書館

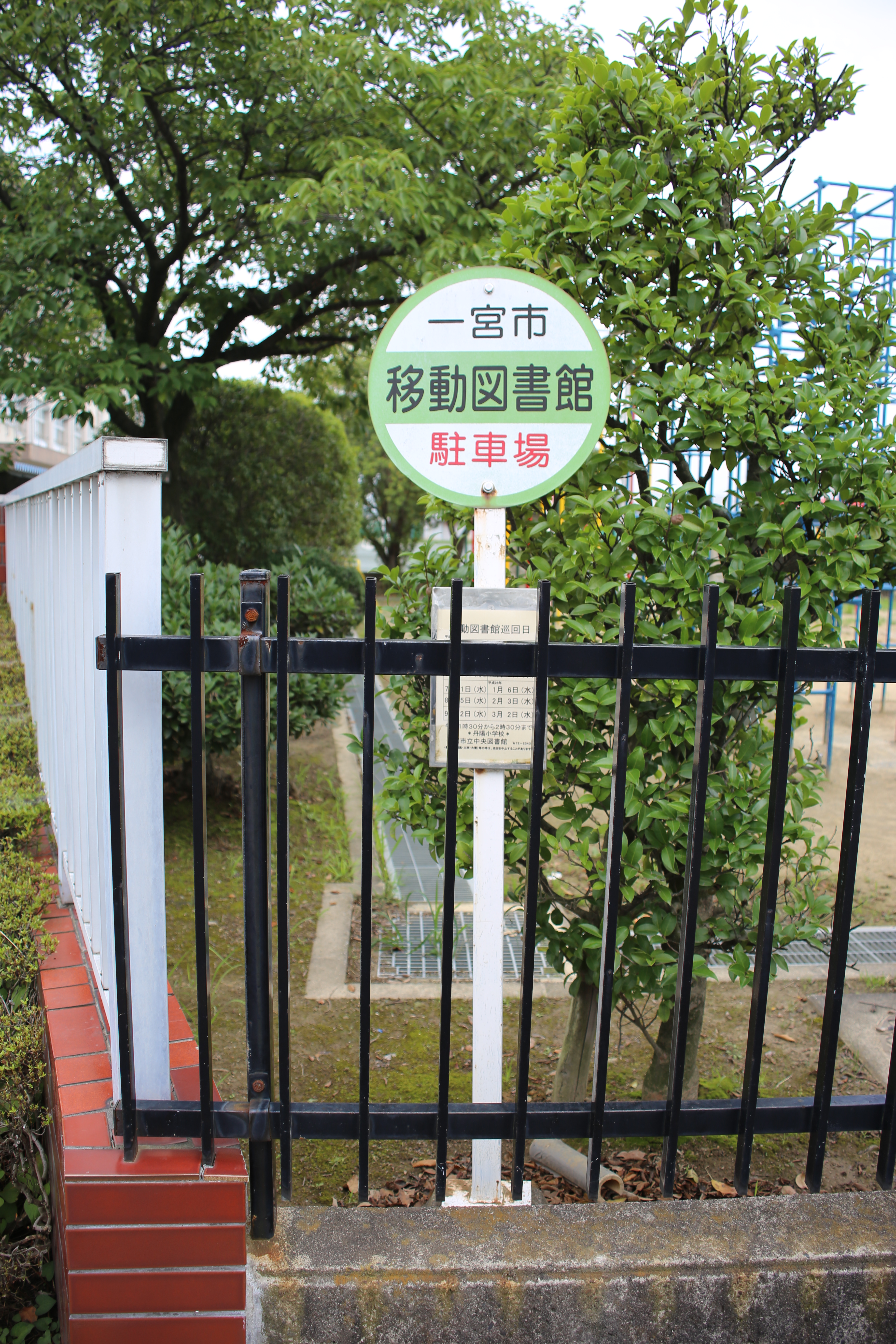
移動図書館のステーション

1980年（昭和55年）10月には3,000冊を収容できる移動図書館「ほたる号」の運行を開始し、別館1階は移動図書館向けの書庫に改装された。移動図書館の当初の巡回場所は神社や公民館など29か所だった。1990年9月には移動図書館車両を更新して2代目「ほたる号」とし、収容能力は3,000冊から4,000冊に増加した。
2004年以降には愛知県内で移動図書館の運行を廃止する自治体が相次ぎ、2009年度に運行している自治体は一宮市・名古屋市・岡崎市・田原市・瀬戸市の5市のみとなった。2008年度の一宮市では移動図書館だけで109,700冊が貸し出され、うち約80%が児童書だった。2010年（平成22年）4月には移動図書館車「ほたる号」が3代目に更新され、収容能力は4,000冊から3,500冊となった。図書館から2km以上離れた場所を中心に、11校の小学校を含む39か所のステーションを巡回している。

## 基礎情報

### 一覧
中央図書館（本館と別館）と子ども文化広場図書館は旧一宮市域に、尾西図書館と尾西児童図書館は旧尾西市域に、玉堂記念木曽川図書館は旧木曽川町域にある。
| 一宮市立図書館の一覧 | 一宮市立図書館の一覧 | 一宮市立図書館の一覧         | 一宮市立図書館の一覧 | 一宮市立図書館の一覧 | 一宮市立図書館の一覧                                        | 一宮市立図書館の一覧                                     | 一宮市立図書館の一覧 | 一宮市立図書館の一覧 |
| 分類                 | 館名                 | 所在地                       | 開館                 | 閉館                 | 開館時間                                                    | 休館日                                                   | 延床面積 (m2)        |                      |
| -------------------- | -------------------- | ---------------------------- | -------------------- | -------------------- | ----------------------------------------------------------- | -------------------------------------------------------- | -------------------- | -------------------- |
| 図書館               | 中央図書館           | 栄町3丁目1番2号（i-ビル内）  | 2013年1月10日        |                      | 9時-21時 (愛知県への緊急事態宣言発令に伴い9時-20時に変更中) | 第1・第3月曜日、祝休日の翌日、 年末年始、特別整理期間    | 6,701.67             |                      |
| 図書館               | 尾西図書館           | 東五城字大平裏19番地1        | 1956年4月            |                      | 10時-18時                                                   | 月曜日、第4木曜日、祝休日の翌日、 年末年始、特別整理期間 | 1,835.89             |                      |
| 図書館               | 尾西児童図書館       | 明地字上平33番地1            | 1980年4月1日         | 2021年3月31日        | 9時-17時                                                    | 月曜日、第4木曜日、祝休日の翌日、 年末年始、特別整理期間 | 75.25                |                      |
| 図書館               | 玉堂記念木曽川図書館 | 木曽川町外割田字西郷中25番地 | 2001年4月1日         |                      | 10時-18時                                                   | 月曜日、第2木曜日、祝休日の翌日、 年末年始、特別整理期間 | 2,378.52             |                      |
| 図書館 類似施設      | 子ども文化広場図書館 | 朝日1丁目6番9号              | 2003年5月5日         |                      | 9時-17時                                                    | 月曜日、第3木曜日、祝休日の翌日、 年末年始、特別整理期間 | 1,575.19             |                      |

### 沿革

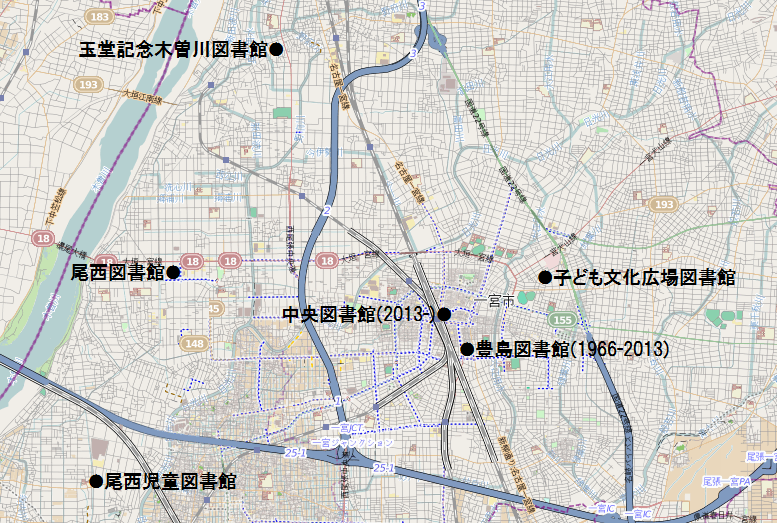
各図書館の位置

| 年     | 旧一宮市                                                           | 旧尾西市                                                           | 旧木曽川町                                                         |
| ------ | ------------------------------------------------------------------ | ------------------------------------------------------------------ | ------------------------------------------------------------------ |
| 1915年 | 一宮町立図書館が開館                                               |                                                                    |                                                                    |
| 1921年 | 市立一宮図書館に改称                                               |                                                                    |                                                                    |
| 1931年 | 市役所付属建物に移転                                               |                                                                    |                                                                    |
| 1944年 | 公園通りの一宮商工会議所内に移転                                   |                                                                    |                                                                    |
| 1945年 | 公園通りの個人宅に移転                                             |                                                                    |                                                                    |
| 1945年 | 川田町の熊沢女学校内に移転                                         |                                                                    |                                                                    |
| 1952年 | 大宮町の一宮市立体育館内に移転                                     |                                                                    |                                                                    |
| 1956年 |                                                                    | 尾西市立図書館が開館                                               |                                                                    |
| 1962年 |                                                                    | 旧尾西文化会館3階に移転                                            |                                                                    |
| 1966年 | 本町通に一宮市立豊島図書館開館                                     |                                                                    |                                                                    |
| 1971年 |                                                                    | 旧尾西文化会館1階に移転                                            |                                                                    |
| 1981年 |                                                                    | 東五城字大平裏の現行館に移転                                       |                                                                    |
| 2001年 |                                                                    |                                                                    | 木曽川町立図書館が開館                                             |
| 2004年 |                                                                    |                                                                    | 玉堂記念木曽川町立図書館に改称                                     |
| 年     | 新一宮市                                                           | 新一宮市                                                           | 新一宮市                                                           |
| 2005年 | 合併に伴って一宮市立尾西図書館や一宮市立玉堂記念木曽川図書館に改称 | 合併に伴って一宮市立尾西図書館や一宮市立玉堂記念木曽川図書館に改称 | 合併に伴って一宮市立尾西図書館や一宮市立玉堂記念木曽川図書館に改称 |
| 2013年 | 尾張一宮駅前ビルに一宮市立中央図書館開館                           | 尾張一宮駅前ビルに一宮市立中央図書館開館                           | 尾張一宮駅前ビルに一宮市立中央図書館開館                           |